# Sarjoo Gowreesunkur
Sarjoo Gowreesunkur est un footballeur puis entraîneur mauricien, né en 1961. Il évolue au poste de défenseur au Hindu Cadets, à la Fire Brigade SC et au Sunrise Flacq United. Il est également plusieurs fois sélectionné en équipe de Maurice.
Il devient ensuite entraineur notamment du Sunrise Flacq United, de l'ASPL 2000 et de Curepipe Starlight. Il dirige également à deux reprises la sélection mauricienne en 1996 et 2006.

## Biographie

### Joueur
Sarjoo Gowreesunkur rejoint en 1977 les rangs juniors des Hindu Cadets puis intègre l'équipe première l'année suivante. Pour sa première saison en élite, il remporte le titre de champion. Après cette saison, Il rejoint la Fire Brigade SC et remporte à plusieurs reprises le titre de champion ainsi que le trophée de la Coupe de Maurice. En 1984, il intègre le Sunrise Flacq United qui propose un emploi à ses joueurs. Il évolue avec ce club jusqu'en 1988 et remporte également de nombreux trophées en championnat et coupe. Après une dernière saison au Mahébourg United, il met fin à sa carrière en 1989 à cause d'une blessure.
Il est appelé plusieurs fois en équipe nationale dont il est le plus jeune capitaine en 1984 à l'âge de 23 ans. Il remporte avec ses coéquipiers les Jeux des îles de l'océan Indien 1985.

### Entraîneur
Après sa carrière professionnelle, il devient entraîneur des juniors de Sunrise FC puis prend en main la saison suivant l'équipe première qui gagne le championnat en fin de saison. Il devient ensuite entraîneur de Maurice espoirs puis est nommé sélectionneur de Maurice en 1996 en compagnie d'Akbar Patel et de Govind Thondoo mais ce trio ne reste que quelques mois en place.  Il dirige ensuite l'US Beau-Bassin/Rose Hill jusqu'à l'arrêt de toutes les compétitions de football à Maurice en 1999. À la reprise des compétitions, Il entraîne l'équipe d'AS Vacoas-Phoenix, qui intègre sous ses ordres la division 1 en 2001, puis rejoint l'AS Port-Louis 2000 avec qui il gagne le championnat 2002, performance rééditée les saisons suivantes.
En 2005, il rejoint le Curepipe Starlight SC puis l'année suivante, fait son retour à la tête de la sélection en 2006. Après une quatrième place aux Jeux des îles de l'océan Indien 2007, il démissionne et Akbar Patel est alors rappelé pour diriger l'équipe lors d'une rencontre des éliminatoires de la CAN 2008,.
Il redevient ensuite entraineur de l'AS Port-Louis 2000 puis en 2009 devient directeur sportif du Curepipe Starlight SC,.

## Récompenses

### Joueur
- Vainqueur des Jeux des îles de l'océan Indien 1985 avec Maurice.

### Entraîneur
Entraîneur de l'année, catégorie sports collectifs, 2006